# Lottie Wilson Jackson
Charlotte "Lottie" Wilson Jackson (1854 - 16 de enero de 1914), también conocida como "Lottie Wilson", fue una artista y activista estadounidense de Míchigan. Fue la primera afroamericana en asistir a la Escuela del Instituto de Arte de Chicago. En 1901, Wilson supervisó la exposición de artistas afroamericanos en la Exposición Panamericana.
Firmaba con su nombre "Lottie Wilson" en sus pinturas y esculturas.

## Biografía
Lottie Wilson nació en 1854 en Niles, Míchigan. De adulta era residente de Bay City en Míchigan y allí tenía un estudio de arte abierto al público. En 1901, Wilson se mudó a Washington D. C.. para abrir un estudio de arte donde realizó exhibiciones y dio clases hasta 1905. Se casó tres veces: primero a la edad de 18 años con James Huggart, luego con John Jackson y, finalmente, en 1906 con Daniel Moss. Tuvo tres hijos con su primer esposo, ninguno de ellos sobrevivió a la infancia.

## Arte y activismo
Wilson fue una pintora al óleo, escultora y proveedora de espacios en la galería. Su gran pintura al óleo El presidente Lincoln con un ex esclavo (1902), representa a Abraham Lincoln con la activista por los derechos de las mujeres, Sojourner Truth . El presidente Theodore Roosevelt aceptó la pintura en la colección de arte permanente de la Casa Blanca. Wilson fue la primera artista afroamericana cuyo trabajo se convirtió en parte de la colección de la Casa Blanca. También pintó un retrato de Booker T. Washington para el Instituto Tuskegee y un retrato de Charles Sumner para el Hospital Provident en Chicago en 1892. Wilson era una activista por la desegregación, que solicitó específicamente en una reunión de NAWSA de 1899 para desegregar trenes para mujeres negras. Ella argumentó: "Las mujeres de color no deberían verse obligadas a viajar en automóviles donde fuman y se les debería proporcionar un alojamiento adecuado". La resolución de Wilson finalmente se presentó en respuesta a las objeciones de los sufragistas blancos del sur.
Wilson era una activista por los derechos de las mujeres. Ella habló sobre el progreso de las mujeres en las iglesias y estudios de arte a finales de los 1800. Se dirigió en la primera convención anual de la Liga de Mujeres de Color en Washington D. C. en 1896 y la convención de la Asociación de Igualdad de Sufragio de Míchigan en 1898. Durante el año 1899 Lottie se desempeñó como representante de Bay City, Míchigan, en la Convención de la Asociación Nacional de Sufragio de Mujeres en Dunkerque, Nueva York. En 1897 ayudó a establecer el Hogar Phillis Wheatley en Detroit, un capítulo del club nacional de mujeres afroamericanas que brindaba alojamiento, programas educativos, recreativos y un foro para discutir temas políticos. Fue miembro del Consejo Afroamericano (AAC), la Asociación Nacional de Mujeres de Color (NACW) y la Asociación Nacional Americana del Sufragio de Mujeres (NAWSA).
Wilson murió el 16 de enero de 1914 en Niles.
Wilson fue incluida en el Salón de la Fama de las Mujeres de Míchigan en 2016.